# Montagano
Montagano ist eine italienische Gemeinde (comune) mit 976 Einwohnern (Stand 31. Dezember 2023) in der Provinz Campobasso in der Region Molise. Die Gemeinde liegt etwa 9,5 Kilometer nördlich von Campobasso. Der Biferno bildet die nordwestliche Gemeindegrenze.

## Verkehr
Entlang des Biferno führt die Strada Statale 647 Fondo Valle del Biferno von Boiano nach Guglionesi.